# Franz Heinrich Commans
Franz Heinrich Commans, auch Heinrich Commans (* 2. Juli 1837 in Köln; † 18. Dezember 1919 in Düsseldorf), war ein deutscher Historienmaler, Illustrator, Zeichner und Grafiker sowie Entwerfer von Glasfenstern, der zur Gruppe der Spätnazarener der Düsseldorfer Schule gezählt wird.

## Leben und Werk
Commans, Sohn des Kölner „Kunst- und Handelsgärtners“ Peter Joseph Commans (1782–1842) und dessen Ehefrau Anna Margaretha, siedelte nach einer Ausbildung in einer Kölner lithografischen Werkstatt 1853 nach Düsseldorf um. 1856 begann er ein Malereistudium an der Kunstakademie Düsseldorf, in dessen Verlauf er sich auf religiöse Themen spezialisierte. Dort besuchte er zunächst die Elementarklasse von Josef Wintergerst und Andreas Müller. Ab dem dritten Quartal 1856 ging er zu Christian Köhler in den Antikensaal und in die anschließende Malklasse. 1857/1858 weilte er in der Malklasse von Karl Müller, die Schuljahre 1858/1859 und 1859/1860 verbrachte er in der Malklasse von Karl Ferdinand Sohn. Kunstgeschichtlichen Unterricht erhielt er in den Schuljahren 1855/1856 und 1860/1861 bei Andreas Müller. Rudolf Wiegmann unterwies ihn in den Jahren 1856 bis 1858 in seiner Bauklasse, Heinrich Mücke im Fach Anatomie und Proportionslehre. 1860/1861 war er Meisterschüler von Eduard Bendemann. Commans wurde Mitglied des Vereins Düsseldorfer Künstler zu gegenseitiger Unterstützung und Hülfe sowie des Künstlervereins Malkasten. 1864 heiratet er Mathilde Sophia Hardung (* um 1845). Das Paar hatte sieben Kinder.
Erste künstlerische Arbeiten führte Commans unter Franz Ittenbach und Ernst Deger aus. Deger beteiligte ihn bis 1860 als Gehilfe an den Ausmalungen in der Kapelle von Schloss Stolzenfels. Commans erste eigenständige Arbeit waren Kartons zu Glasfenstern für die Schlosskapelle des Grafen Stolberg-Wernigerode auf Schloss Tervuren bei Brüssel. Auf Empfehlung von Peter Cornelius erhielt er 1865 den Auftrag zu einem Glasfensterentwurf der Kreuztragung Christi für St. Nikolai in Hamburg, die die Glasmalereianstalt Clayton & Bell aus London ausführte. Weitere Entwürfe schuf er für die Glasfenster der Gertrudiskirche in Essen und das Portalfenster der Stiftskirche zu Xanten. 1869 bis 1873 malte er die Wohnräume und die Kapelle des Schlosses Falkenberg in Schlesien aus. Beim Brand des Düsseldorfer Schlosses verlor Commans 1872 sein Atelier und alle darin untergebrachten Studien. Gemeinsam mit Joseph Kehren erhielt Commans 1874 vom preußischen Kultusministerium den Auftrag zu einem monumentalen Wandgemälde-Fries in der Aula des Lehrerseminars zu Moers. Unter dem Titel Hauptmomente der Weltgeschichte übernahm Commans aus der Perspektive eines gläubigen Katholiken dabei die Darstellung des Lebens Jesu bis zur Kreuzigung sowie ornamentale Partien. Die Darstellung des Zeitabschnittes von der Reformation bis zur deutschen Kaiserproklamation in Versailles führte der Protestant Peter Janssen der Ältere von 1876 bis 1878 aus. Für das Karthäuserkloster in Unterrath bei Düsseldorf schuf er als Grisaille im Vestiarium der Kirche das Wandbild einer Madonna mit musizierenden Engeln. Aufgrund seiner gründlichen akademische Ausbildung komponierte Comanns seine Bilder auf Achsen-, Kreis- und Dreieckssystemen, bildete sie präzise zeichnerisch durch und führte sie feinmalerisch sowie mit ausgeprägtem Detailrealismus aus.
Zu seinen Ölgemälden zählen folgende Werke:
- Erzengel Michael im Kampfe, Hauptaltar von St. Michael in Berlin
- Immaculata, Altarbild für den Fürsten zu Salm-Reifferscheidt-Dyck auf Schloss Dyck
- mehrere Darstellungen der Heiligen Familie für den Fürsten von Hohenzollern-Sigmaringen (verschollen)
- Die geistige Vermählung des hl. Franz von Assisi mit der hl. Armut für den Franziskanerorden (Ankauf durch Papst Leo XIII. für den Vatikan)

Außerdem schuf er eine Vielzahl von kleinformatigen Andachtsbildern, auch für den Verein zur Verbreitung religiöser Bilder, etwa 1887 das Motiv Tondo Maria mit dem Jesuskind und dem Johannesknaben. Aufgrund des Kulturkampfes der 1870er und 1880er Jahre verringerte sich im Deutschen Reich die Nachfrage nach katholischen Staffelei- und Wandbildern. Dies veranlasste ihn, zur Illustrationskunst überzugehen, in der er rasch Erfolg hatte und unter anderem Aufträge aus der Schweiz und den Vereinigten Staaten erhielt. Zu folgenden Veröffentlichungen trug Commans durch seine Vorlagen bei:
- Thomas von Kempen: Vier Bücher von der Nachfolge Christi, Holzschnitte und Buchschmuck nach Zeichnungen von Commans, R. Brend’amour & Co., Düsseldorf 1887
- Seraphischer Ehrenkranz. Heilige und Selige aus den drei Orden des hl. Franziskus von Assisi, zwölf Phototypien nach Federzeichnungen von Commans, Mönchengladbach 1899
- Gloria Franciscana: 10 Bilder mit Darstellungen von Heiligen aus den drei Orden des hl. Franziskus von Assisi, zehn Fototypien nach Federzeichnungen von Commans, Mönchengladbach, ohne Jahresangabe
- Düsseldorfer Bilderbibel, Illustrationen und Einzelbilder, Düsseldorf 1907–1911
- Bilderbibel für die Erzdiözese Köln, ab 1914
- verschiedene biblische Darstellungen in größerem Format zum religiösen Anschauungsunterricht in der Erzdiözese Köln, ab 1914

Bereits früh erfuhr Commans für seine Arbeiten hohe Anerkennung. Königin Elisabeth von Preußen zeichnete ihn mit der Großen Goldenen Medaille und Handschreiben aus. Kunsthistoriker rezipierten ihn als „den letzten Nazarener“. Seine Bilder wurden unter anderem von Ludwig Heitland, Joseph Kohlschein d. Ä. und Heinrich Nüsser reproduziert und erlangten dadurch große Popularität.